# فامیلی فور
فامیلی فور (به انگلیسی: Family Four) گروه موسیقی سوئدی بودند.
آن‌ها نماینده سوئد در یوروویژن ۱۹۷۱ و یوروویژن ۱۹۷۲ بودند.